# Nagroda Gopo
Nagroda Gopo (rum. Premiile Gopo) – rumuńska nagroda filmowa przyznawana od 2007 roku w ramach corocznych ceremonii przez Rumuńskie Stowarzyszenie Promocji Filmów. 

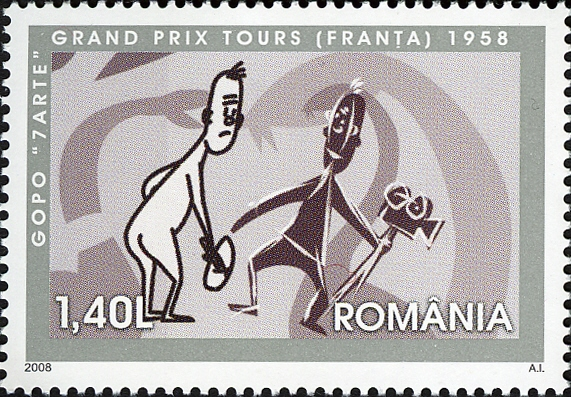
Gopo's Little Man na znaczku z 2008

## Historia
Nagroda Gopo została ufundowana przez Rumuńskie Stowarzyszenie Promocji Filmów (APFR) w 2007 i nazwana na cześć rumuńskiego reżysera filmowego, grafika i animatora Iona Popescu-Gopo. Statuetką jest rzeźba autorstwa rumuńskiego artysty Adriana Ilfoveanu przedstawiająca Gopo's Little Man (Omulețul lui Gopo), głównego bohatera filmów animowanych Gopo. Nagroda Gopo przyznawana jest za osiągnięcia filmowe w Rumunii a także najlepszy europejski film dystrybuowany w Rumunii.
APFR została założona w 2001 w celu wspierania młodych twórców filmowych i profesjonalistów filmowych, rozpowszechniania i promowania europejskich wartości, ale także tworzenia nowej generacji widzów kina XXI wieku. Wśród najbardziej znanych wydarzeń organizowanych przez  stowarzyszenie wymienić można: Międzynarodowy Festiwal Filmowy Transilvania, Nagrody Gopo, TIFF Caravan/Operation Kino, Białe Noce Filmów Rumuńskich oraz EducaTIFF - program edukacyjny dla dzieci i młodzieży.

## Laureaci

### Najlepszy film
| Rok  | Najlepszy film                  | Tytuł polski                   | Reżyser            | Producent                            |
| ---- | ------------------------------- | ------------------------------ | ------------------ | ------------------------------------ |
| 2007 | A fost sau n-a fost?            | 12:08 na wschód od Bukaresztu  | Corneliu Porumboiu | Corneliu Porumboiu                   |
| 2008 | 4 luni, 3 săptămâni și 2 zile   | 4 miesiące, 3 tygodnie i 2 dni | Cristian Mungiu    | Cristian Mungiu                      |
| 2009 | Restul e tăcere                 | Reszta jest milczeniem         | Nae Caranfil       | Cristian Comeaga                     |
| 2010 | Polițist, adjectiv              | Policjant, przymiotnik         | Corneliu Porumboiu | Corneliu Porumboiu                   |
| 2011 | Eu când vreau să fluier, fluier | Jak chcę gwizdać, to gwiżdżę   | Florin Șerban      | Cătălin Mitulescu i Daniel Mitulescu |
| 2012 | Aurora                          | Aurora                         | Cristi Puiu        | Bobby Păunescu i Anca Puiu           |
| 2013 | Toată lumea din familia noastră | Wszyscy w naszej rodzinie      | Radu Jude          | Ada Solomon                          |
| 2014 | Poziția copilului               | Pozycja dziecka                | Călin Peter Netzer | Călin Peter Netzer i Ada Solomon     |
| 2015 | Closer to the Moon              | Gang Rosenthala                | Nae Caranfil       | Bobby Păunescu                       |
| 2016 | Aferim!                         | Aferim!                        | Radu Jude          | Ada Solomon                          |
| 2017 | Sieranevada                     | Sieranevada                    | Cristi Puiu        | Cristi Puiu                          |

### Najlepszy reżyser
| Rok  | Reżyser            | Tytuł oryginalny                | Polski tytuł                   |
| ---- | ------------------ | ------------------------------- | ------------------------------ |
| 2007 | Corneliu Porumboiu | A fost sau n-a fost?            | 12:08 na wschód od Bukaresztu  |
| 2008 | Cristian Mungiu    | 4 luni, 3 săptămâni și 2 zile   | 4 miesiące, 3 tygodnie i 2 dni |
| 2009 | Radu Muntean       | Boogie                          | Boogie                         |
| 2010 | Corneliu Porumboiu | Polițist, adjectiv              | Policjant, przymiotnik         |
| 2011 | Florin Șerban      | Eu când vreau să fluier, fluier | Jak chcę gwizdać, to gwiżdżę   |
| 2012 | Cristi Puiu        | Aurora                          | Aurora                         |
| 2013 | Radu Jude          | Toată lumea din familia noastră | Wszyscy w naszej rodzinie      |
| 2014 | Călin Peter Netzer | Poziția copilului               | Pozycja dziecka                |
| 2015 | Nae Caranfil       | Closer to the Moon              | Gang Rosenthala                |
| 2016 | Radu Jude          | Aferim!                         | Aferim!                        |
| 2017 | Cristi Puiu        | Sieranevada                     | Sieranevada                    |

### Najlepszy aktor
| Rok  | Nagrodzony aktor   | Tytuł filmu oryginalny                 | Polski tytuł filmu              |
| ---- | ------------------ | -------------------------------------- | ------------------------------- |
| 2007 | Ion Sapdaru        | A fost sau n-a fost?                   | 12:08 na wschód od Bukaresztu   |
| 2008 | Răzvan Vasilescu   | California Dreamin' (Nesfârșit)        | California Dreamin' (Nesfârşit) |
| 2009 | Dragoș Bucur       | Boogie                                 | Boogie                          |
| 2010 | Dragoș Bucur       | Polițist, adjectiv                     | Policjant, przymiotnik          |
| 2011 | Victor Rebengiuc   | Medalia de onoare                      | Medal honorowy                  |
| 2012 | Bogdan Dumitrache  | Din dragoste cu cele mai bune intenții | Dobre chęci                     |
| 2013 | Șerban Pavlu       | Toată lumea din familia noastră        | Wszyscy w naszej rodzinie       |
| 2014 | Victor Rebengiuc   | Câinele japonez                        | Japoński piesek                 |
| 2015 | Florin Piersic Jr. | Q.E.D.                                 | Quod Erat Demonstrandum         |
| 2016 | Teodor Corban      | Aferim!                                | Aferim!                         |
| 2017 | Gheorghe Visu      | Câini                                  | Psy                             |

### Najlepsza aktorka
| Rok  | Nagrodzony aktor      | Tytuł filmu oryginalny        | Polski tytuł filmu             |
| ---- | --------------------- | ----------------------------- | ------------------------------ |
| 2007 | Dorotheea Petre       | Ryna                          | Ryna                           |
| 2008 | Anamaria Marinca      | 4 luni, 3 săptămâni și 2 zile | 4 miesiące, 3 tygodnie i 2 dni |
| 2009 | Anamaria Marinca      | Boogie                        | Boogie                         |
| 2010 | Hilda Péter           | Katalin Varga                 | Katalin Varga                  |
| 2011 | Mirela Oprișor        | Marți, după Crăciun           | Wtorek, po świętach            |
| 2012 | Ana Ularu             | Periferic                     | Peryferie                      |
| 2013 | nie została przyznana | -                             | -                              |
| 2014 | Luminița Gheorghiu    | Poziția copilului             | Pozycja dziecka                |
| 2015 | Alina Berzunțeanu     | Q.E.D.                        | Quod Erat Demonstrandum        |
| 2016 | Ioana Flora           | Acasă la tata                 | Acasă la tata                  |
| 2017 | Dana Dogaru           | Sieranevada                   | Sieranevada                    |

### Najlepszy film europejski
| Rok  | Najlepszy europejski film        | Polski tytuł                    | Reżyser            | Kraj                                |
| ---- | -------------------------------- | ------------------------------- | ------------------ | ----------------------------------- |
| 2007 | Volver                           | Volver                          | Pedro Almodóvar    | Hiszpania                           |
| 2008 | 13–Tzameti                       | 13–Tzameti                      | Géla Babluani      | Gruzja                              |
| 2009 | Obsluhoval jsem anglického krále | Obsługiwałem angielskiego króla | Jiri Menzel        | Czechy · Słowacja                   |
| 2010 | Gomorrah                         | Gomorra                         | Matteo Garrone     | Włochy                              |
| 2011 | Das Weisse Band                  | Biała wstążka                   | Michael Haneke     | Austria · Francja · Niemcy · Włochy |
| 2012 | Melancholia                      | Melancholia                     | Lars von Trier     | Dania, Szwecja, · Francja, Niemcy   |
| 2013 | nie została przyzna              | -                               | -                  | -                                   |
| 2014 | Amour                            | Miłość                          | Michael Haneke     | Francja · Niemcy · Austria          |
| 2015 | La grande bellezza               | Wielkie piękno                  | Paolo Sorrentino   | Włochy · Francja                    |
| 2016 | Leviafan                         | Lewiatan                        | Andriej Zwiagincew | Rosja                               |
| 2017 | Saul fia                         | Syn Szawła                      | László Nemes       | Węgry                               |